# Kleppermühle

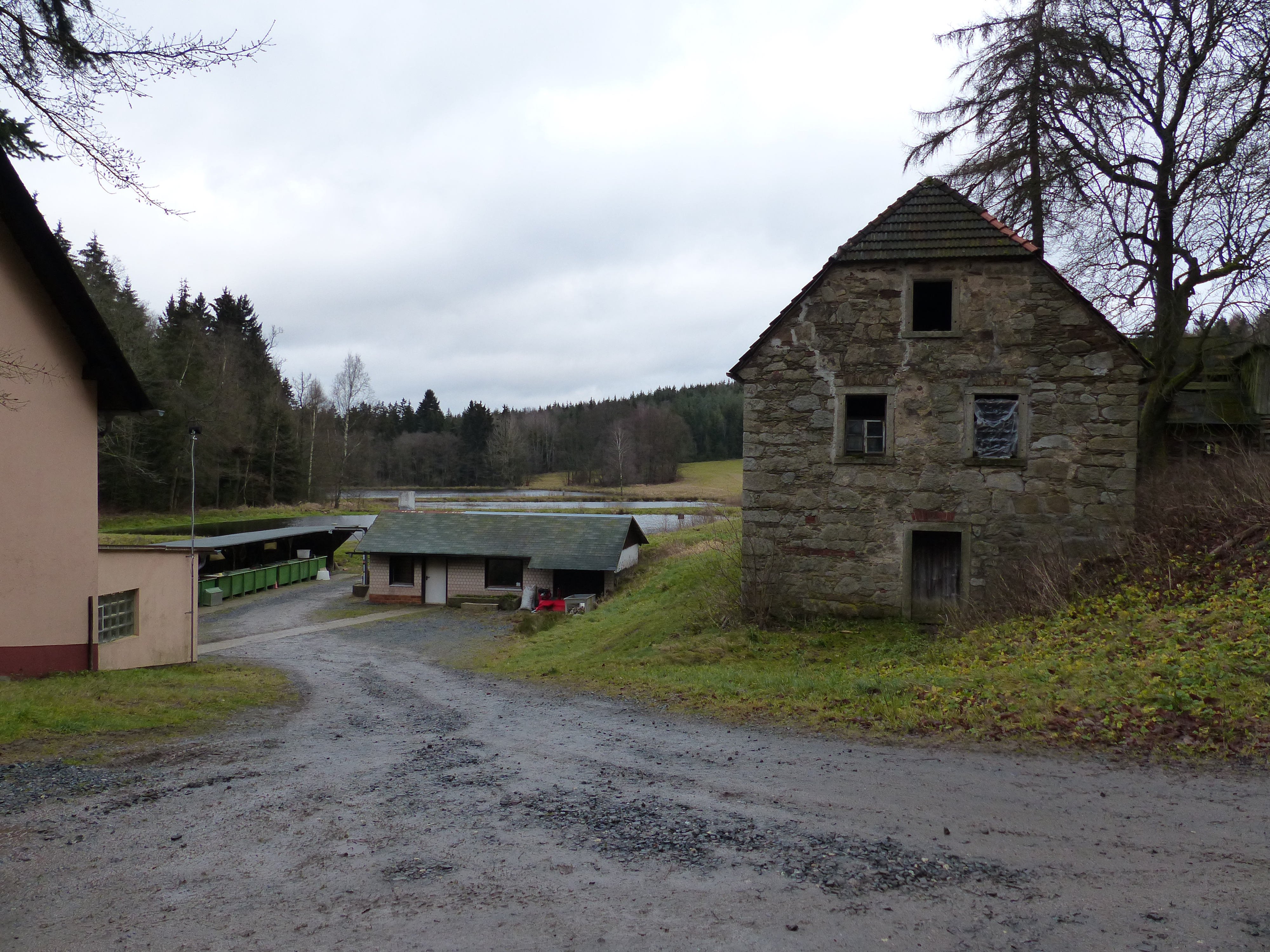
Ansicht der Kleppermühle und Fischzucht

Kleppermühle ist ein Gemeindeteil der Stadt Schönwald im Landkreis Wunsiedel im Fichtelgebirge (Oberfranken, Bayern).

## Lage
Die Einöde liegt gut drei Kilometer nordwestlich des Hauptorts am Nordostausläufer des Großen Kornbergs inmitten eines Waldgebiets. Zwei Kilometer nordwestlich liegt Pilgramsreuth, gut fünf Kilometer nördlich Rehau. Auf dem Gebiet der Siedlung befinden sich eine Fischzuchtanlage und die ehemalige Mühle. Entlang der westlichen und nördlichen Fischteiche verläuft die Grenze zum Landkreis Hof.
Neben der noch bestehenden Oberen Mühle stand die Untere Mühle als Mühlenbetrieb in Sichtweite am Tannigbach. In unmittelbarer Nähe befindet sich ein Rentamtsstein von 1833. An der ehemaligen Verbindungsstraße zwischen Schönwald und Fohrenreuth befinden sich drei Grenzsteine aus der Mitte des 19. Jahrhunderts die mit der Inschrift „F. V. E.“ auf den freiherrlichen Besitzer von Eichthal hinweisen.

## Geschichte
1471 trat Jörg Rabensteiner als Besitzer in Erscheinung. In einer ersten urkundlichen Bestätigung des Mühlenbetriebs von 1581 wird die „Klappermühle“ genannt. Freiherr von Arnim aus Sophienreuth richtete dort 1881 eine Fischzuchtanlage ein, die ursprünglich aus 35 Teichen und einigen Waldbächen bestand, unter anderem dem Tannigbach, der sich mit dem Bocksbach verbindet und in den Perlenbach fließt.